# Île Bonaventure
Île Bonaventure ist eine kanadische Insel, die 3,5 km von der Südküste der Gaspésie-Halbinsel und 5 km südwestlich des Ortes Percé in der Provinz Québec gelegen ist. Grob rundlich in der Form, beläuft die Insel sich auf eine Fläche von knapp 4,16 km².

## Geschichte
Île Bonaventure (Bonaventure Island) war ursprünglich zusammen mit der Nachbarinsel Rocher Percé eine der frühjahreszeitlichen Fischereigebiete Neufrankreichs. Die Insel wurde 1919 infolge der Migratory Bird Convention (dt. Zugvögelkonvention) von 1916 zwischen den Vereinigten Staaten und Kanada zu einem Vogelschutzgebiet für Zugvögel gemacht. Die Provinz Québec übernahm die Insel 1971 in ihren Besitz und gründete 1985 den Parc national de l’Île-Bonaventure-et-du-Rocher-Percé (französisch für Nationalpark der Insel Bonaventure und des Percé-Felsens). Als eines der größten und am besten zugänglichen Vogelrückzugsgebiete der Welt mit über 280.000 Vögeln ist die Île Bonaventure mit ihren von Mai bis Oktober angebotenen Boots- und Inselausflügen ein beliebtes Touristenziel in Québec.

## Vögel

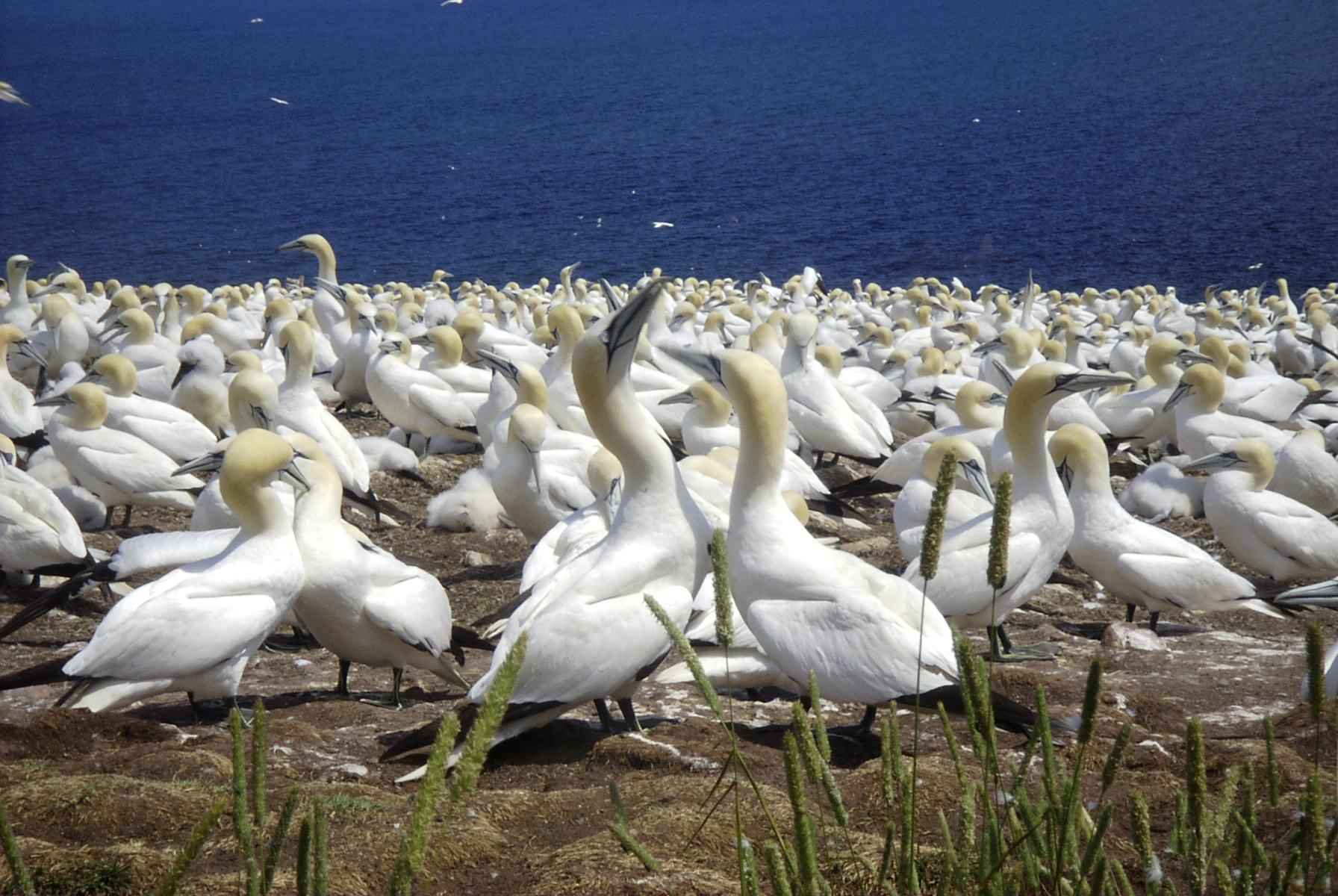
Basstölpel auf der Île Bonaventure

Bislang wurden rund 293 Vogelarten auf der Insel beobachtet, die entweder dort leben, sich dort ansiedeln oder nur „auf Durchreise“ sind. Der am häufigsten dort anzutreffende Vogel ist der Basstölpel. Die Insel ist mit über 30.000 hier nistenden Paaren Hort der zweitgrößten Basstölpel-Population der Welt. Weitere oft vorzufindende Vögel sind die Dreizehenmöwen und die Trottellummen. Des Weiteren sind Möwen, Seeschwalben, Gryllteisten, Alkenvögel, Silbermöwen, Mantelmöwen, Tordalke, Kormorane, Ohrenscharben, Papageitaucher und Kappenwaldsänger anzutreffen.

## Wissenswertes
Der ehemalige kanadische Flugzeugträger Bonaventure war nach der Insel benannt.